# Herk-de-Stad
Herk-de-Stad é uma cidade e um município da Bélgica localizado no distrito de Hasselt, província de Limburgo, região da Flandres.